# Lookin' for a Love Again
Lookin' for a Love Again es el sexto álbum de estudio del músico estadounidense Bobby Womack. Fue publicado en enero de 1974 a través de United Artists Records. 

## Recepción de la crítica
Un escritor no especificado de la revista Record World indicó que el álbum “hace alarde de la versatilidad de Bobby al pasar de temas funky y resonantes como «Lookin' for a Love» a un cálido y conmovedora interpretación del estándar popular «Copper Kettle»”. Un escritor no especificado de la revista Cash Box calificó las canciones del álbum como “inequívocamente excelentes en todos los sentidos de la palabra, presentando la voz única de Bobby en un marco perfecto de referencia musical”. Un escritor no especificado de la revista Billboard describió «Lookin' for a Love» como “la más pegadiza [del álbum], por supuesto, pero los otros cortes muestran la habilidad de Womack para cantar baladas” mientras que calificó el segundo lado del álbum como “suave y de ritmo medio”.

## Lista de canciones
Todas las canciones escritas y compuestas por Bobby Womack, excepto donde esta anotado. 
| Lado uno |                                                       |          |  |
| N.º      | Título                                                | Duración |  |
| 1.       | «Lookin' for a Love» (J. W. Alexander, Zelda Samuels) | 2:37     |  |
| 2.       | «I Don't Wanna Be Hurt by Ya Love Again»              | 3:27     |  |
| 3.       | «Doing It My Way»                                     | 5:44     |  |
| 4.       | «Let It Hang Out»                                     | 2:26     |  |
| 5.       | «Point of No Return» (Jim Ford)                       | 2:42     |  |

| Lado dos |                                                                                |          |  |
| N.º      | Título                                                                         | Duración |  |
| 1.       | «You're Welcome, Stop on By» (Womack, Truman Thomas)                           | 3:44     |  |
| 2.       | «You're Messing Up a Good Thing» (Clayton Ivey, Terry Woodford, Frank Johnson) | 2:38     |  |
| 3.       | «Don't Let Me Down» (Thomas)                                                   | 2:06     |  |
| 4.       | «Copper Kettle» (Albert Frank Beddoe)                                          | 3:17     |  |
| 5.       | «There's One Thing That Beats Failing» (Womack, Thomas)                        | 2:44     |  |

## Créditos y personal
Créditos adaptados desde las notas de álbum de Lookin' for a Love Again.
Músicos
- Berry Beckett – piano eléctrico, piano, sintetizador Moog
- Clayton Ivey – órgano, clavicordio
- Roger Hawkins – percusión
- Jimmy Johnson – guitarra rítmica
- Pete Carr – guitarra líder
- David Hood – bajo eléctrico
- Bobby Womack – guitarra líder, voces, arreglos
- René Hall – arreglos

Músicos adicionales
- Truman Thomas – clavicordio, piano eléctrico
- Tippy Armstrong – guitarra (1)
- Rhino Rheinardt – guitarra (2, 8)

Personal técnico
- Bobby Womack – productor
- Jerry Masters – ingeniero de audio
- Gregg Hamm – ingeniero de audio (5)
- Steve Melton – ingeniero asistente
- Ria Lewerke – diseño de portada
- John Kehe – diseño de portada

## Posicionamiento

### Gráfica semanal
| Gráfica (1974)                            | Pico de posición |
| ----------------------------------------- | ---------------- |
| Estados Unidos (Billboard Top LPs & Tape) | 85               |
| Estados Unidos (Billboard Soul LPs)       | 5                |

### Gráfica de fin de año
| Gráfica (1974)                      | Pico de posición |
| ----------------------------------- | ---------------- |
| Estados Unidos (Billboard Soul LPs) | 25               |